# Anchispora appendiculata
Anchispora appendiculata är en insektsart som beskrevs av Brunner von Wattenwyl 1891. Anchispora appendiculata ingår i släktet Anchispora och familjen vårtbitare. Inga underarter finns listade i Catalogue of Life.